# Patricia Kennedy Lawford

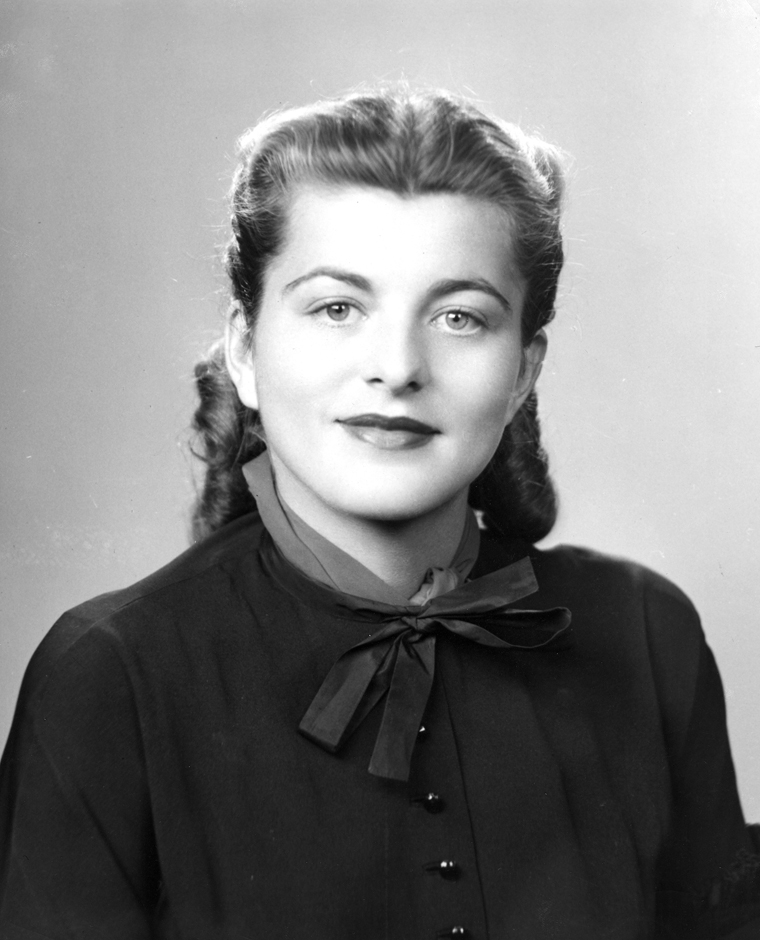
Patricia Kennedy Lawford (1948)

Patricia "Pat" Helen Kennedy Lawford (geborene Kennedy, geschiedene Lawford; * 6. Mai 1924 in Brookline, Massachusetts; † 17. September 2006 in New York City) war eine Schwester John F. Kennedys und Mutter des Schauspielers Christopher Lawford.

## Leben
Patricia Kennedy Lawford wurde am 6. Mai 1924 in Brookline, Massachusetts als sechstes Kind vom Diplomaten Joseph Kennedy und seiner Frau, Rose Kennedy, geboren. Wie ihr Vater war sie von Kind an fasziniert von Reisen und der Welt der Stars. Nach ihrem Schulabschluss zog sie nach Hollywood, in der Hoffnung, dort Fuß zu fassen. Schließlich lernte sie bei einer Party den britischen Schauspieler Peter Lawford, Mitglied des legendären Rat Pack, kennen. Im Februar 1954 gaben die beiden ihre Verlobung bekannt; am 24. April 1954 folgte die Hochzeit, und das Paar zog nach Santa Monica.
Allerdings hatte ihr Mann mit ihrer katholischen Erziehung und ihrer übermächtigen Familie Probleme, sie wiederum kam mit seiner Drogen- und Alkoholsucht und seinen Affären nicht zurecht. Nach der Ermordung ihres Bruders John F. Kennedy begann sie allerdings ebenfalls zu trinken, und die Ehe zerbrach.
Am 1. Februar 1966 wurden sie in Gooding im Bundesstaat Idaho geschieden.
Durch ihre Ehe mit Lawford vermittelte Pat Kennedy die bald engen Kontakte der Familie Kennedy zu Frank Sinatra und anderen Hollywood-Stars. Besonders Sinatra, der damals eng mit Lawford befreundet war, engagierte sich daraufhin stark für John F. Kennedys Präsidentschaftskandidatur. Angeblich verhalf er durch seine – auf ausdrückliche Bitten des Familienoberhaupts Joseph Kennedy dafür genutzten – Kontakte zur Mafia von Chicago um Sam Giancana den knappen Sieg Kennedys bei den demokratischen Präsidentschaftsvorwahlen 1960.
Kennedy starb im Alter von 82 Jahren am 17. September 2006 in ihrem Haus in Manhattan an einer Lungenentzündung.

## Kinder
- Christopher Kennedy Lawford (1955–2018), der wie sein Vater Schauspieler wurde
- Sydney Maleia Lawford (* 1956)
- Victoria Francis Lawford (* 1958)
- Robin Elizabeth Lawford (* 1961)